# Yoann Lebourgeois
Pour les articles homonymes, voir Lebourgeois.
Yoann Lebourgeois, né le 12 janvier 1985, est un jockey et driver français, spécialiste des courses de trot.

## Carrière
Fils de l'entraîneur Patrick Lebourgeois, il fait ses classes à l'école de Graignes et son apprentissage chez Joël Hallais. Bien qu'il connaisse un certain succès comme driver (associé notamment aux poulains de Philippe Allaire), il se spécialise dans le trot monté, où il remporte de nombreuses courses de groupe et décroche trois Étriers d'or d'affilée (2012, 2013, 2014), récompensant le jockey ayant remporté le plus de victoires dans l'année. En juin 2017, il passe le cap des 1 000 victoires. Il remporte sa 2000e victoire le 3 aout 2021 à Avranches. En juillet 2023, il arrête sa carrière de jockey et se consacre aux courses à l'attelé.

## Palmarès
France

### Attelé

#### Groupe 1
- Critérium des 3 ans – 1 – Charly du Noyer (2015)
- Critérium des 4 ans – 1 – Charly du Noyer (2016)
- Critérium des 5 ans – 1 – Galius (2021)
- Prix Albert Viel – 1 – Django Riff (2016)
- Critérium des Jeunes– 1 – Django Riff (2016)
- Prix de Paris– 1 – Hussard du Landret (2024)

#### Groupe 2
- Prix Paul Viel – 2 – Django Riff (2016), Fastissime (2018)
- Prix Kalmia – 2 – Django Riff (2016), Flocki d'Aurcy (2018)
- Prix Victor Régis – 2 – Django Riff (2016), Hohneck (2020)
- Prix Albert Demarcq – 1 – Arlington Dream (2015)
- Prix Emmanuel  Margouty – 1 – Django Riff (2015)
- Prix Robert Auvray – 1 – Arlington Dream (2015)
- Prix Gaston Brunet – 1 – Charly du Noyer (2016)
- Prix Jules Thibault – 1 – Charly du Noyer (2016)
- Prix Maurice de Gheest – 1 – Django Riff (2016)
- Prix Jacques de Vaulogé – 1 – Django Riff (2016)
- Prix Octave Douesnel – 1 – Django Riff (2017)
- Prix Kerjacques – 1 – Traders (2018)
- Prix Reine du Corta – 1 – Fly With Us (2018)
- Prix Annick Dreux – 1 – Fly With Us (2018)
- Prix Olry-Roederer – 1 – Étonnant (2018)
- Prix Abel Bassigny – 1 – Hohneck (2020)
- Grand Prix du Sud-Ouest – 1 – Bugsy Malone (2020)
- Prix Ténor de Baune – 1 – Galius (2021)

### Monté

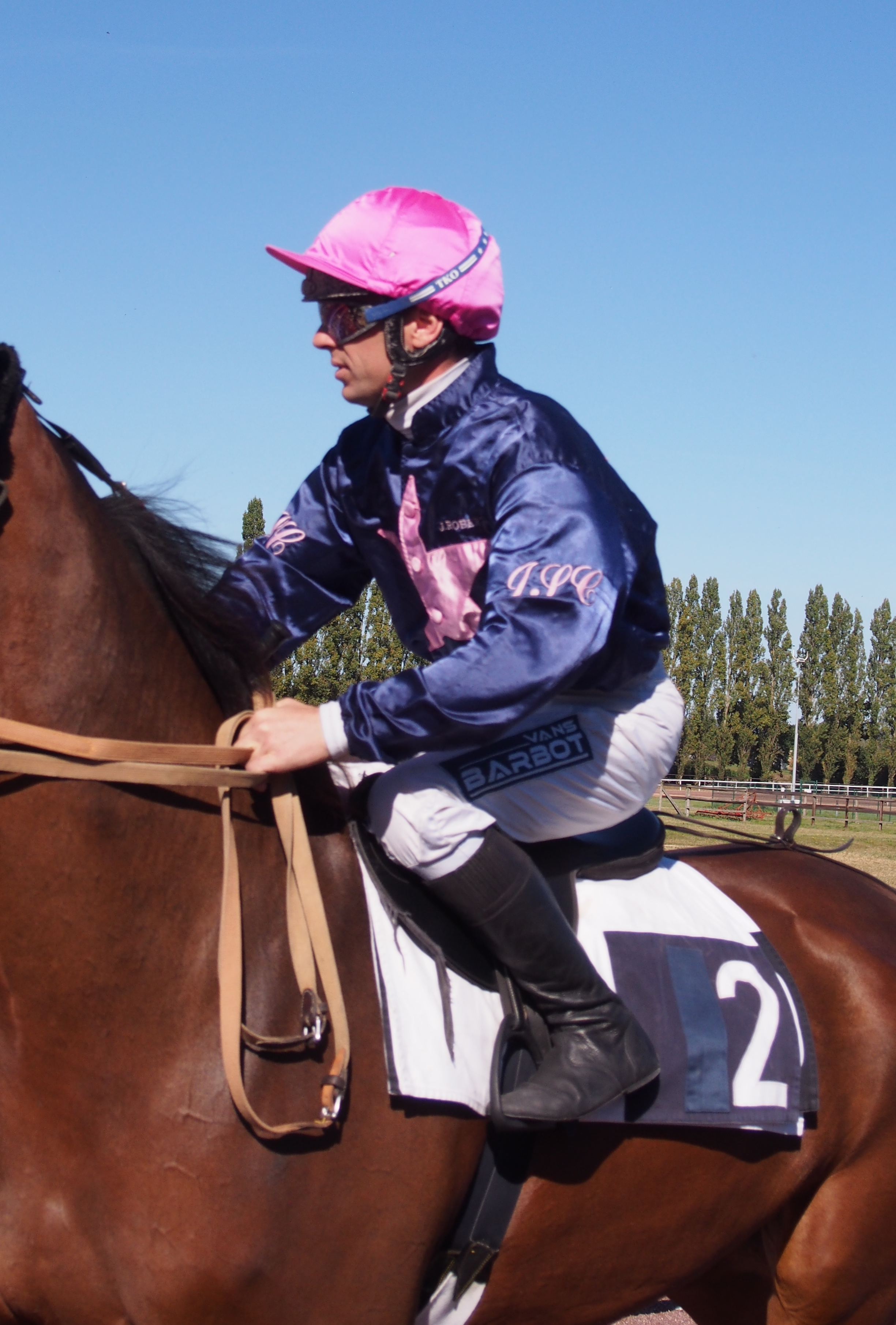
Yoann Lebourgeois en septembre 2018.

#### Groupe 1
- Prix d'Essai – 4 – Quincy Boy (2007), Eye of The Storm (2017), Hudson Védaquais (2020), Jelyson (2022)
- Saint-Léger des Trotteurs – 3 – Up Market (2011), Bird Parker (2014), Dhikti Védaquais (2016)
- Prix de Cornulier – 2 – Quif de Villeneuve (2012), Traders (2018)
- Prix de Vincennes – 2 – Bird Parker (2014), Cassandre d'Em (2015)
- Prix des Élites – 2 – Thorens Védaquais (2010),  Dollar Macker (2016)
- Prix des Centaures – 2 – Valdice de Mars (2014), Dollar Macker (2017)
- Prix de Normandie – 1 – Olga du Biwetz (2007)
- Prix de l'Île-de-France – 1 – Traders (2018)

#### Groupe 2
- Prix Hémine – 3 – Thorens Védaquais (2010), Dhikti Védaquais (2016), Eye of the Storm (2017)
- Prix Félicien Gauvreau – 3 – Thorens Védaquais (2010), Bird Parker (2014), Eye of the Storm (2017)
- Prix Legoux-Longpré – 3 – Rex Normanus (2009), Valdice de Mars (2014), Étonnant (2018)
- Prix de Londres – 3 – Arlington Dream (2017, 2018, 2019)
- Prix Camille Lepecq – 3 – Arlington Dream (2017, 2018, 2019)
- Prix Henri Ballière – 3 – Pop Star (2007), Héros de Fleur (2021), Jean Balthazar (2023)
- Prix Céneri Forcinal – 2 – Rex Normanus (2009), Valdice de Mars (2014)
- Prix Louis Le Bourg – 2 – Rex Normanus (2009), Freeman de Houelle (2019)
- Prix Ali Hawas – 2 – Troïka du Corta (2010), Bomba (2014)
- Prix Édouard Marcillac – 2 – Thorens Védaquais (2010), Eye of the Storm (2017)
- Prix Pierre Gamare – 2 – Thorens Védaquais (2010), Gainsborough (2019)
- Prix Camille de Wazières – 2 – Up Market (2012), Dollar Macker (2017)
- Prix Jean Gauvreau – 2 – Valdice de Mars (2014), Gef de Play (2021)
- Prix Jacques Andrieu – 2 – Arlington Dream (2017, 2018)
- Prix Edmond Henry – 2 – Traders (2017, 2018)
- Prix Louis Tillaye – 2 – Feeling Cash (2018), Gainsborough (2019)
- Prix Louis Forcinal – 1 – Olga du Biwetz (2008)
- Prix René Palyart – 1 – Rex Normanus (2009)
- Prix de Basly – 1 – Thorens Védaquais (2010)
- Prix Victor Cavey – 1 – Athéna de Vandel (2015)
- Prix Hervé Céran-Maillard – 1 – Baraka d'Henlou (2016)
- Prix Holly du Locton – 1 – Dokha Védaquaise (2016)
- Prix Théophile Lallouet – 1 – Arlington Dream (2018)
- Prix Raoul Ballière – 1 – Feeling Cash (2018)

 Italie
- Grand Prix Orsi Mangelli – 1 – Charly du Noyer (2015)

 Europe
- Championnat européen des 3 ans – Django Riff (2016)